# 倉田興人
倉田 興人（くらた おきと、1901年5月20日 - 1985年〈昭和60年〉3月20日）は、日本の実業家。三井鉱山（現・日本コークス工業）代表取締役会長・社長を務めた。

## 経歴
元酒造業倉田主米造の三男として福岡県宗像郡に生まれる。日立製作所会長・社長を務めた倉田主税や俳人の神崎縷々は実兄。
1921年福岡県立中学修猷館、1925年旧制福岡高等学校文科丙類を経て、1929年九州帝国大学法文学部経済学科卒業。修猷館在学中は、西文雄に柔道を習い、大日本武徳会が主催した全国大会に副将として出場し、優勝している。柔道7段。
1929年三井鉱山に入社。1952年本店総務部長、1954年取締役となり本店労務部長、1958年人事部長兼務、同年常務福岡事務所長を経て、1962年常務本店セメント工場建設部長となるが、三井三池争議当時労務担当者であったため、その責任を取った形で、同年退社。
1963年子会社の三井セメント社長に就任するが、1964年三井鉱山の立て直しのために復帰し、三井鉱山代表取締役社長に就任。
1970年日本石炭協会会長に就任。1972年三井鉱山代表取締役会長、1975年取締役相談役。